# アロン・ニムゾヴィッチ

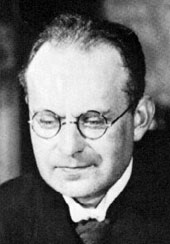
アロン・ニムゾヴィッチ

アロン・ニムゾヴィッチ（Aron Nimtsovich、1886年11月7日 - 1935年3月16日）はロシアのリガ(現ラトビア)生まれ、デンマークのチェスプレイヤー。
著書『My System』などでハイパーモダン運動の中心となったとされる。オープニングではニムゾ・インディアン・ディフェンスとニムゾヴィッチ・ディフェンスを考案した。